# Ганнівка (Нікопольський район)
Га́ннівка — село в Україні, у Томаківській селищній громаді Нікопольського району Дніпропетровської області.
До 2016 року орган місцевого самоврядування — Володимирівська сільська рада. Населення — 50 мешканців.

## Географія
Село Ганнівка знаходиться на відстані 1 км від села Запорізька Балка та за 1,5 км від села Жмерине.

## Інтернет-посилання
- Погода в селі Ганнівка [Архівовано 5 березня 2016 у Wayback Machine.]